# Колс, Чак
Чак Колс (также известный как Чат Колс) — канадский музыкант. С 2006 по 2008 год был гитаристом группы Дэйва Бэкша Brown Brigade, на данный момент они с Дэйвом являются участниками группы Organ Thieves. В ней Чак ведущий солист и гитарист.
До появления Brown Brigade, Колс был членом канадской поп-панк группы Cauterize с 2005 года. До прихода в Cauterize, он играл панк, хип-хоп, регги в группе Murder Culture. В Cauterize он играл в альбомах Paper Wings (2005), и Disguises (2007). Перед распадом группы в 2007, он сыграл свой последний концерт с Cauterize 19 октября 2007 года, а уже потом стал полноценным членом Brown Brigade.
В середине 2008 года Дэйв Бэкш создал группу Organ Thieves в которой Чак вокалист и гитарист. Помимо них в группу также вошёл другой участник Brown Brigade ударник Джонни Оуэнс которого в дальнейшем заменил бывший участник Cauterize Мэтт Воробис. Кроме
пения и игры на гитаре Чак также написал несколько мелодий и текстов для Organ Thieves.